# Lovre Kalinić
Lovre Kalinić, né le 3 avril 1990 à Split en Yougoslavie (aujourd'hui en Croatie), est un footballeur international croate qui évolue au poste de gardien de but au Hajduk Split.
Il est finaliste de la Coupe du monde 2018 avec la Croatie.

## Biographie

### Hajduk Split
Lovre Kalinić fait ses débuts avec le HNK Hajduk Split le 23 avril 2011, sous la garde de l'entraîneur Ante Miše à l'âge de 21 ans et 20 jours, lors d'un match de Prva HNL contre le NK Slaven Belupo (victoire 2-1).
Après des prêts à Junak Sinj en 2009, au NK Novalja en 2010 et au NK Karlovac en 2012, Lovre Kalinić fait son retour au HNK Hajduk Split pour être le numéro un pour la saison 2013-2014.
Lors de la saison 2015-2016, il établit le record du maximum de minutes consécutives sans encaisser de but en Prva HNL. Le gardien garde ses filets inviolés pendant 775 minutes. Le précédent record était détenu par Zoran Slavica (en), qui lui a gardé ses filets inviolés pendant 711 minutes sans encaisser de but en Prva HNL.
En septembre 2016, le Croate signe un nouveau contrat de cinq ans avec le HNK Hajduk Split. Lors de son passage au HNK Hajduk Split, il fait 134 apparitions officielles à travers sept saisons. Au total, il aura passé 17 ans avec le HNK Hajduk Split.

### La Gantoise
Fin 2016, Lovre Kalinić signe pour quatre ans et demi en faveur du club de belge de La Gantoise, le transfert prenant effet à l'ouverture du marché des transferts le 1er janvier 2017.

### Aston Villa
Le 21 décembre 2018, le gardien croate s'engage pour quatre ans et demi avec Aston Villa, le transfert prenant effet le 1er janvier suivant. Il ne joue que huit matchs avec Aston Villa entre janvier et février 2019 avant d'être relégué à la deuxième puis troisième place dans la hiérarchie des gardiens du club anglais.

### Toulouse FC
Le 20 janvier 2020, Kalinić est cédé en prêt pour une durée de six mois au Toulouse FC. Il ne dispute que quatre matchs avec le club français avant de retourner à Aston Villa à l'issue de la saison.

### En équipe nationale
Le 1er juin 2016, Lovre Kalinić fait partie de la liste de vingt-trois joueurs sélectionnés pour disputer l'Euro 2016 avec la Croatie.
Haut de 201 centimètres, il est le plus grand footballeur à prendre part à la Coupe du monde 2018 qui se déroule en Russie, il est remplaçant de Danijel Subašić. Il dispute la dernière rencontre du Groupe D qui oppose l'Islande à la Croatie (1-2) au stade de Rostov, le 26 juin 2018. La Croatie s'incline en finale de la compétition contre l'équipe de France (4-2).
Devenu remplaçant de Dominik Livaković en sélection, Lovre Kalinić est sélectionné pour participer à l'Euro 2020, mais pas à la Coupe du monde 2022 où il est blessé.

## Statistiques
| Saison                | Club                    | Championnat           | Championnat | Championnat | Coupe(s) nationale(s) | Coupe(s) nationale(s) | Supercoupe | Supercoupe | Compétition(s) continentale(s) | Compétition(s) continentale(s) | Compétition(s) continentale(s) | Croatie | Croatie | Total | Total |
| Saison                | Club                    | Division              | M.          | B.          | M.                    | B.                    | M.         | B.         | Comp.                          | M.                             | B.                             | M.      | B.      | M.    | B.    |
| 2010-2011             | HNK Hajduk Split        | Prva HNL              | 1           | 0           | -                     | -                     | -          | -          | -                              | -                              | -                              | -       | -       | 1     | 0     |
| 2011-2012             | HNK Hajduk Split        | Prva HNL              | 1           | 0           | 2                     | 0                     | -          | -          | -                              | -                              | -                              | -       | -       | 3     | 0     |
| 2012-2013             | HNK Hajduk Split        | Prva HNL              | 4           | 0           | 1                     | 0                     | -          | -          | -                              | -                              | -                              | -       | -       | 5     | 0     |
| 2013-2014             | HNK Hajduk Split        | Prva HNL              | 24          | 0           | 1                     | 0                     | 1          | 0          | C3                             | 4                              | 0                              | -       | -       | 30    | 0     |
| 2014-2015             | HNK Hajduk Split        | Prva HNL              | 28          | 0           | 5                     | 0                     | -          | -          | C3                             | 3                              | 0                              | 1       | 0       | 37    | 0     |
| 2015-2016             | HNK Hajduk Split        | Prva HNL              | 31          | 0           | 2                     | 0                     | -          | -          | C3                             | 8                              | 0                              | 3       | 0       | 44    | 0     |
| 2016-2017             | HNK Hajduk Split        | Prva HNL              | 13          | 0           | 1                     | 0                     | -          | -          | C3                             | 4                              | 0                              | 2       | 0       | 20    | 0     |
| Sous-total            | Sous-total              | Sous-total            | 102         | 0           | 12                    | 0                     | 1          | 0          | -                              | 19                             | 0                              | 6       | 0       | 140   | 0     |
| 2009                  | Junak Sinj (prêt)       | 3.HNL                 | 4           | 0           | -                     | -                     | -          | -          | -                              | -                              | -                              | -       | -       | 4     | 0     |
| 2009-2010             | NK Novalja (prêt)       | 2.HNL                 | 23          | 0           | -                     | -                     | -          | -          | -                              | -                              | -                              | -       | -       | 23    | 0     |
| 2011-2012             | NK Karlovac (prêt)      | Prva HNL              | 11          | 0           | -                     | -                     | -          | -          | -                              | -                              | -                              | -       | -       | 11    | 0     |
| 2016-2017             | KAA La Gantoise         | Jupiler Pro League    | 19          | 0           | 0                     | 0                     | -          | -          | C3                             | 4                              | 0                              | 3       | 0       | 26    | 0     |
| 2017-2018             | KAA La Gantoise         | Jupiler Pro League    | 35          | 0           | 2                     | 0                     | -          | -          | C3                             | 1                              | 0                              | 3       | 0       | 41    | 0     |
| 2018-2019             | KAA La Gantoise         | Jupiler Pro League    | 14          | 0           | 1                     | 0                     | -          | -          | C3                             | 3                              | 0                              | 4       | 0       | 22    | 0     |
| Sous-total            | Sous-total              | Sous-total            | 68          | 0           | 3                     | 0                     | -          | -          | -                              | 8                              | 0                              | 10      | 0       | 89    | 0     |
| 2018-2019             | Aston Villa             | Championship          | 7           | 0           | 1                     | 0                     | -          | -          | -                              | -                              | -                              | 2       | 0       | 10    | 0     |
| 2019-2020             | Aston Villa             | Premier League        | -           | -           | -                     | -                     | -          | -          | -                              | -                              | -                              | 1       | 0       | 1     | 0     |
| Sous-total            | Sous-total              | Sous-total            | 7           | 0           | 1                     | 0                     | -          | -          | -                              | -                              | -                              | 3       | 0       | 11    | 0     |
| 2019-2020             | Toulouse FC (prêt)      | Ligue 1               | 4           | 0           | -                     | -                     | -          | -          | -                              | -                              | -                              | -       | -       | 4     | 0     |
| 2020-2021             | HNK Hajduk Split (prêt) | Prva HNL              | 21          | 0           | 1                     | 0                     | -          | -          | -                              | -                              | -                              | -       | -       | 22    | 0     |
| 2021-2022             | HNK Hajduk Split (prêt) | Prva HNL              | 29          | 0           | 4                     | 0                     | -          | -          | C3                             | 2                              | 0                              | -       | -       | 35    | 0     |
| 2022-2023             | HNK Hajduk Split        | Prva HNL              | 9           | 0           | -                     | -                     | 1          | 0          | C4                             | 4                              | 0                              | -       | -       | 14    | 0     |
| 2023-2024             | HNK Hajduk Split        | Prva HNL              | 1           | 0           | 2                     | 0                     | -          | -          | -                              | -                              | -                              | -       | -       | 3     | 0     |
| 2024-2025             | HNK Hajduk Split        | Prva HNL              | 4           | 0           | 1                     | 0                     | -          | -          | C4                             | -                              | -                              | -       | -       | 5     | 0     |
| Sous-total            | Sous-total              | Sous-total            | 64          | 0           | 8                     | 0                     | 1          | 0          | -                              | 6                              | 0                              | -       | -       | 79    | 0     |
| Total sur la carrière | Total sur la carrière   | Total sur la carrière | 283         | 0           | 24                    | 0                     | 2          | 0          | -                              | 33                             | 0                              | 19      | 0       | 361   | 0     |

## Palmarès

### En club
- Hajduk Split
  - Vainqueur de la Coupe de Croatie en 2013 et 2022.
  - Finaliste de la Supercoupe de Croatie en 2013 et 2022.
  - Vice-champion de Croatie en 2011, 2012, 2022 et 2023.

### En sélection nationale
- Croatie
  - Finaliste de la Coupe du monde en 2018.

### Distinctions personnelles
- Meilleur gardien du championnat de Croatie en 2015 et 2016.
- Meilleur gardien du championnat de Belgique en 2017 et 2018.